# Платитропы
Платитропы (лат. Platytropius) — род  сомообразных рыб из семейства шильбовых, происходящий из Азии. Представлен двумя видами, один из которых в настоящее время считается вымершим.

## Виды
В настоящее время в род включают 2 общепризнанных вида.:
- † Platytropius siamensis Sauvage, 1883 — Сиамский платитроп — обитал в реках Чаупхрая, Бангпаконг в Таиланде[3][2]. Вымер приблизительно в 1997 году[3].
- Platytropius yunnanensis He, Huang & Li, 1995 — обитает в бассейне реки Нуцзян в провинции Юньнань, в Китае.